# Le feu ça brûle
Le feu ça brûle est une chanson du duo Charly et Lulu sortie en single le 20 mars 1997. Il s'agit du premier titre de leur groupe Top Boy créé au sein du Hit Machine, parodiant la chanson Baby Come Back du Boys band anglais Worlds Apart.
La chanson atteint la 4e position des charts français et est certifiée single d'or. Elle est intégrée à l'album Même pas Mâles sorti le 10 juin 1997.

## Genèse
À partir de 1995, Charly et Lulu, duo composé de Charly Nestor et Jean-Marc Lubin, présentent le Hit Machine, émission de télévision musicale sur M6.
En 1997, ils créent au sein de l'émission leur groupe de Boys band parodique, les Top Boys, avec deux autres partenaires. Le feu ça brûle est la première chanson interprétée par le groupe, parodiant le titre Baby Come Back des Worlds Apart,.
Pour Libération, Charly et Lulu sont les « pionniers » de la parodie, « il est vrai bien ficelée, des paroles nunuches des groupes de garçons. En décrochant la place de numéro 1 au hit-parade [sic], les deux acolytes ont pu vérifier trois axiomes: le feu ça brûle; et l'eau ça mouille; et plus c'est con, mieux ça vend ».
Le single, sorti le 20 mars 1997, rencontre un grand succès, atteignant la 4e place des charts français et est certifié single d'or le 17 septembre 1997, six mois après sa sortie.
La chanson est incluse en tant que 7e piste de l'album Même pas Mâles sorti le 10 juin 1997 et figure notamment dans la compilation Dance Machine 12 sortie le 7 juillet 1997.
Le titre obtient un certain statut culte avec le temps : « Cette chanson fait partie de nous, on nous la réclame. C'est notre signature ! On a écrit les paroles et la musique ». Elle aurait rapporté au duo l'équivalent de 150 000 euros.

## Liste des pistes
- CD single[4]

| 1. | Le feu ça brûle                         | Enrico Zabler, Luke Skywalker (Lucas Cordalis), Siggi Zundl | 2:54 |
| 2. | Je m'appelle Charlie, je m'appelle Lulu | Lenny Barr                                                  | 2:54 |

- 12" Maxi-Single[11]

| 1. | Le feu ça brûle (remix n°1)      |  | 4:58 |
| 2. | Le feu ça brûle (remix n°2)      |  | 5:03 |
| 3. | Le feu ça brûle (version single) |  | 2:54 |

## Classements
| Pays   | Classement | Certification | Date              | Ventes certifiées | Ventes physiques |
| ------ | ---------- | ------------- | ----------------- | ----------------- | ---------------- |
| France | 4          | Or            | 17 septembre 1997 | 250 000           | 294 000          |